# Межигорская летопись
Межигорская летопись (Межигорская казачья летопись) — летописный памятник XVII века (события 1608—1700-х гг.), созданный в Межигорском монастыре. При сравнительно небольшом объёме (41 запись разных лет) является значительным источником по истории Волыни, Киевщины, Полтавщины. Много места уделено казачеству.

## История создания
Как следует из помет, летопись вёл монах Межигорского монастыря Илия (Кощакивский), умерший в 1720 году. Летопись содержит 41 запись и упоминает события с 1608 по 1700 годы. Много места уделено событиям восстания Жмайло и иным эпизодам борьбы казаков против Речи Посполитой. По стилю описания и отношению автора высказываются предположения, что Илия сам был запорожцем, который к старости принял послушание в Межигорском монастыре.